# Cincuenta sombras más oscuras (película)
Cincuenta sombras más oscuras (cuyo título original en inglés es Fifty Shades Darker) es una película dramática, romántica y erótica de 2017, dirigida por James Foley. Es la secuela de la película Cincuenta sombras de Grey y fue estrenada en los Estados Unidos el 10 de febrero de 2017. El guion está basada en la novela del mismo nombre, publicada en 2012 por la autora británica E. L. James, que describe la relación entre una recién graduada de la universidad, Anastasia Steele, y un joven magnate de negocios, Christian Grey. Se destaca por sus escenas explícitas, con elementos de las prácticas que involucran: disciplina, dominación, masoquismo (BDSM).
El filme es protagonizado por Dakota Johnson y Jamie Dornan, repitiendo sus papeles como Anastasia Steele y Christian Grey, con Eric Johnson, Eloise Mumford, Bella Heathcote, Rita Ora, Luke Grimes, Victor Rasuk, Kim Basinger y Marcia Gay Harden también incluidos en el reparto. La fotografía principal de Fifty Shades Darker y su secuela Fifty Shades Freed se comenzó el 9 de febrero de 2016 en París y Vancouver.

## Argumento
Luego de que Anastasia Steele deja a Christian Grey, él empieza a tener pesadillas de su terrible pasado cuando era niño.
Mientras tanto, Ana comienza un nuevo trabajo como asistente de Jack Hyde, editor de ficción en la editorial Seattle Independent Press (SIP) cuyas 3 últimas asistentes renunciaron durante los últimos 18 meses. Una noche, Ana acude a la inauguración de la exhibición de fotografías de su mejor amigo José Rodríguez Jr pero inesperadamente se encuentra Christian en el lugar. Luego ella se sorprende cuando Christian compra todos los retratos de Ana hechos por José. Durante su reencuentro, Christian la invita a cenar y le dice a Ana que su madre biológica era una prostituta adicta al crack, y que esta murió cuando el tenía 4 años de edad. Luego, Christian le propone renegociar los términos con Ana pero ella pone la condición de que no haya nada de reglas, castigos ni secretos, a lo que él acepta. 
Días más tarde, cuando Jack y Ana van a un bar después del trabajo, ella es aproximada en la calle por una joven mujer parecida a ella. Al rato, Christian llega al bar y actúa con frialdad hacia Jack y luego se va con Ana. Más tarde, Ana rechaza la advertencia de Christian sobre la reputación de Jack y luego se sorprende al enterarse de que Christian quiere comprar a SIP, la editorial donde ella trabaja. Al día siguiente, Jack le pide a Ana que la acompañe a un viaje para una exposición de libros en Nueva York, pero después de hablar con Christian, decide no asistir.
Poco después, Ana nuevamente ve a la misma mujer observándola a ella y a Christian desde una calle. El al principio se niega a revelar la identidad de la mujer, pero luego admite que ella es Leila Williams, una ex-sumisa. Cuando Christian le muestra el expediente de Leila, el le dice que cuando finalizó el contrato que tenía con Leila, ella quiso más, pero Christian terminó la relación. Tiempo después, Leila se casó con un hombre que luego murió en un accidente, causándole una crisis mental y no ha sido la misma desde entonces.
Antes del baile anual de caridad de la familia Grey, Christian lleva a Ana a Esclava, un salón de belleza propiedad de Elena Lincoln (también conocida como Señora Robinson), la ex-dominatrix de Christian que lo introdujo al mundo del sadomasoquismo. Al llegar al lugar, Ana se enfurece cuando descubre que él y Elena son socios del salón. En el baile anual de la familia Grey, Mia, la hermana de Christian, menciona que su hermano fue expulsado de cuatro diferentes escuelas por pelearse. Luego en el baile, se hace una subasta en la que Ana dona 24000 dólares que Christian le depositó en su cuenta bancaria. Durante el baile, Ana desaira la exigencia de Elena de que deje a Christian y le advierte que no se entrometa en su vida privada. Llegando a casa, Ana y Christian descubren que alguien ha vandalizado el auto de Ana por lo que él la lleva esa noche al yate personal de él. A la mañana siguiente, Christian y Ana pasean en el yate y el le cuenta a ella que su madre biológica fue hallada 3 días después de su muerte dado que estuvo junto a su cadáver y de paso fue llevado al hospital donde su madre adoptiva Grace Trevelyan Grey trabajó como doctora, y luego le comenta que ella lo cuidó y más tarde lo adoptó a él.
Días más tarde, cuando Ana estaba por salir de su trabajo, Jack trata de acosarla sexualmente mientras estaban solos, pero ella logra golpearlo y huye de la oficina. Christian al saber lo ocurrido, ejerce su influencia para que despidan a Jack, y Ana sea promovida como editora interina de SIP en su lugar. Esa noche, Christian le pide a Ana que se mude con él y ésta le pide tiempo para pensar en su propuesta.
A la mañana siguiente, cuando Ana va a su apartamento, Leila aparece y la amenaza con una pistola. De inmediato, Christian y su chofer/guardaespaldas, entran y el logra controlar a Leila convirtiéndose en su dominante. Ana, viendo la actitud de Christian, se va de la casa, pero vuelve 3 horas después. Al verla, Christian está furioso por la ausencia de ella y le dice que Leila fue recluida en un hospital psiquiátrico, además Ana le dice que necesita algo de tiempo para pensar en su relación. Inmediatamente, Christian se arrodilla sumisamente ante Ana y le confiesa que no es un dominante, sino un sádico que disfrutaba mucho castigar a mujeres parecidas a su madre. Él insiste en que quiere cambiar y para demostrarlo, le propone matrimonio a Ana, pero ella le dice que necesita tiempo para pensar en su propuesta antes de aceptar.
Al día siguiente, Ana le da un pequeño regalo a Christian pero le dice que no lo abra hasta el día de su cumpleaños. Luego, Christian se va en un viaje de negocios a Portland, piloteando su propio helicóptero junto con Ros, su asistente personal, pero cuando ellos regresaban a Seattle una falla del motor del helicóptero ocurre sobre el Monte Santa Helena, obligándolo a aterrizar en un área muy boscosa, por lo que se inicia una búsqueda masiva y posterior rescate. Mientras Ana y la familia de Christian esperaban noticias de ellos, él llega sano y salvo a casa pero un poco herido y de paso cuenta que su asistente Ros también está sana y salva. A medianoche, después que todos se fueron, Christian abre el regalo que Ana le dio antes del accidente, que resultó ser un llavero con la palabra «Sí», en respuesta a la proposición de mudarse con el.
En la fiesta de cumpleaños de Christian, Elena acusa a Ana de ser una oportunista y ella responde a sus rudos comentarios arrojándole su copa en la cara y ordenándole que deje de intervenir en su vida. Christian escucha la pelea y desdeñosamente le dice a Elena que le enseñó «a coger», mientras Ana le enseñó «a amar». Al escuchar toda la discusión, Grace cachetea a Elena y le exige que se vaya para siempre, haciendo que Christian también corte lazos con su ex-dominatrix. Esa noche, Christian nuevamente le propone matrimonio a Ana, esta vez con un anillo, y ella acepta. Mientras estallan fuegos artificiales en el cielo, Jack mira las festividades desde lejos, planeando vengarse de Christian y Ana por su despido mientras quema una foto familiar de la familia Grey con un cigarrillo.

## Reparto
- Dakota Johnson como Anastasia «Ana» Rose Steele.[4]
- Jamie Dornan como Christian Trevelyan Grey.
- Kim Basinger como Elena Lincoln / Sra. Robinson, la ex dominatrix de Christian.[5][6]
- Bella Heathcote como Leila Williams, la ex sumisa de Christian.
- Eric Johnson I como Jack Hyde, el jefe de Anastasia.
- Marcia Gay Harden como Dra. Grace Trevelyan Grey, madre adoptiva de Christian.
- Luke Grimes como Elliot Grey, el hermano adoptivo de Christian.
- Eloise Mumford[7] como Katherine Agnes «Kate» Kavanagh, la mejor amiga de Anastasia.
- Rita Ora como Mia Grey, la hermana adoptiva de Christian.
- Victor Rasuk como José Luis Rodríguez, Jr., el mejor amigo de Anastasia.
- Jennifer Ehle como Carla May Wilks Adams, la madre de Anastasia.
- Dylan Neal como Bob Adams, cuarto esposo de Carla y padrastro de Anastasia.
- Max Martini como Jason Taylor, el chofer y guardaespaldas de Christian.
- Fay Masterson como Gail Jones, la ama de llaves de Christian.
- Ashleigh LaThrop como Hannah, la asistente de Anastasia.
- Robinne Lee como Ros Bailey, la asistente personal de Christian.

## Producción
Una adaptación cinematográfica del libro fue producido por Focus Features, Michael De Luca Productions y Trigger Street Productions, con Universal Pictures y Focus Features aseguraron los derechos de la trilogía en marzo de 2012. Universal es también distribuidor de la película. En marzo de 2014, el productor de la primera película, Dana Brunetti, había dicho que a partir de entonces, no hay planes sólidos para hacer una secuela. El primer libro de la serie fue adaptada en una película con el mismo nombre y lanzado el 13 de febrero de 2015. Antes de que la primera película fuera estrenada, todavía existía gran expectación de los aficionados para la secuela de la película. Después de que la primera película fuera estrenada en una proyección en la ciudad de Nueva York el 6 de febrero, la directora Sam Taylor-Wood anunció que las secuelas del libro Cincuenta sombras más oscuras y Cincuenta sombras liberadas también se adaptarán, con el primero en ser lanzado en el año 2016. Justo después del anuncio, la directora dijo a Digital Spy que «no era su decisión, y que no había tenido acceso a ninguna de las discusiones».
El 25 de marzo de 2015, Sam Taylor-Wood dejó oficialmente la franquicia. El 2 de abril de 2015, seguidamente se confirmó que Michael De Luca había salido de Sony Pictures para volver a Universal y producir las secuelas de esta trilogía. Más tarde se reveló que Sam Taylor-Wood no volvería para dirigir la secuela. El 22 de abril de 2015, se anunció que el marido de E. L. James, Niall Leonard, escribiría el guion para la secuela. En abril de 2015, el presidente de Universal Pictures, Donna Langley dijo a The Hollywood Reporter que la segunda entrega será «una película más de suspenso». En julio de 2015, se confirmó que la cantante Rita Ora volvería para la secuela a representar su papel de Mia Grey. El 20 de agosto de 2015, fue revelado por Deadline que James Foley era el principal candidato para dirigir la secuela además de la tercera película Cincuenta sombras liberadas, mientras que el estudio también estaba analizando a algunos otros directores como Rebecca Thomas, Mark Wellington, y Tanya Wexler, y las pláticas con Foley aún no se iniciaban. El 12 de noviembre de 2015, TheWrap confirmó que James Foley dirigiría la trilogía. Dakota Johnson y Jamie Dornan también vuelven como protagonistas en las secuelas.

### Audiciones
El 28 de enero de 2016, Kim Basinger se unió para interpretar el papel de Elena Lincoln, la socia de negocios y ex amante de Christian Grey, mientras que Luke Grimes, Eloise Mumford y Max Martini volvería para la secuela. El 5 de febrero, Bella Heathcote fue elegida como Leila, una de las ex sumisas de Grey. En el mismo mes, Eric Johnson fue elegido para interpretar a Jack Hyde. El 18 de febrero de 2016, Robinne Lee y Fay Masterson se unieron elenco de la película. El 26 de febrero de 2016, Tyler Hoechlin fue elegido en la película para interpretar a Boyce Fox. El 7 de abril de 2016, se informó de que Hugh Dancy se había unido a la película para interpretar al Dr. John Flynn, un psiquiatra que Grey comienza a ver.

### Rodaje

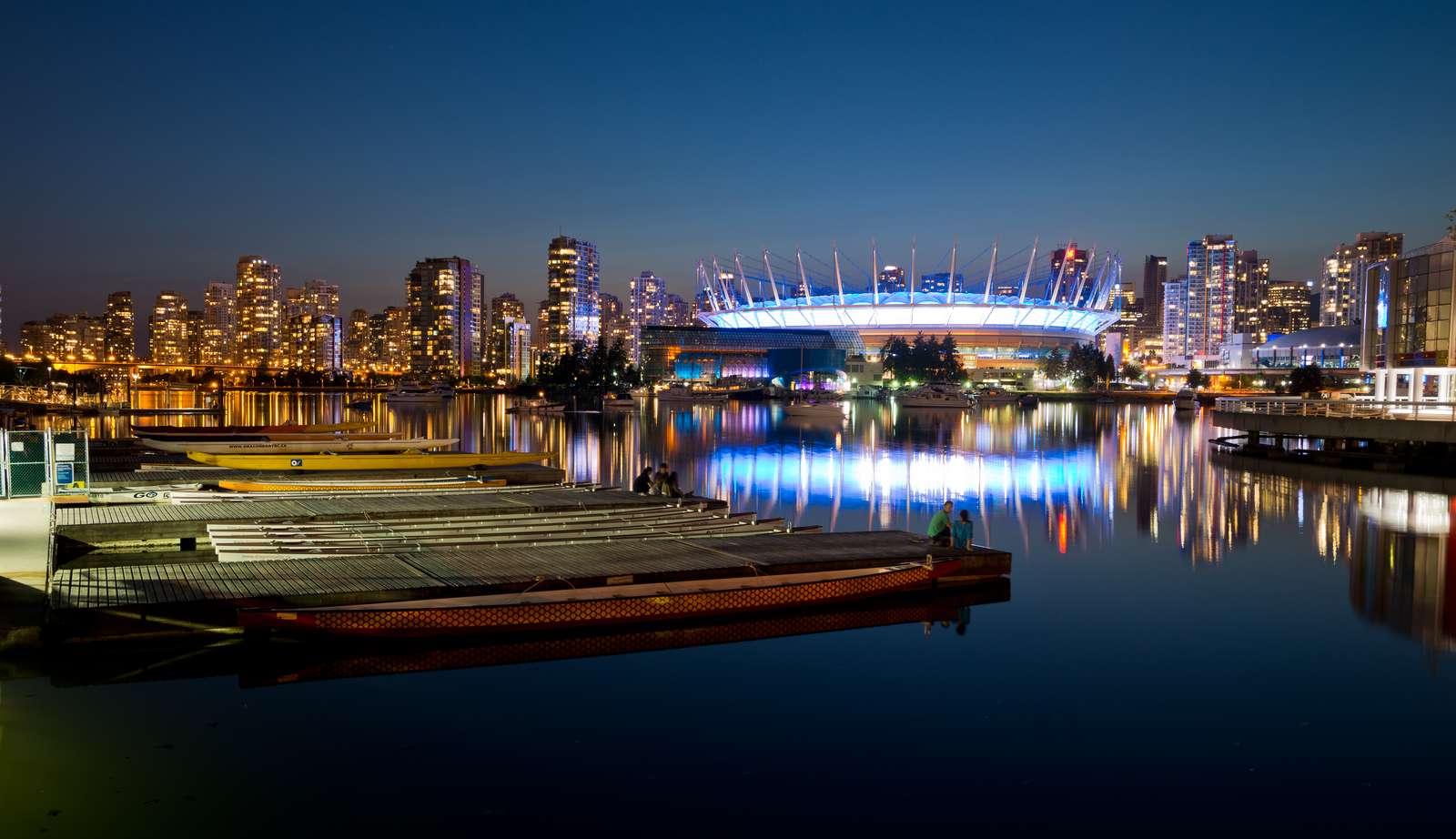
El rodaje está previsto que tenga lugar en Vancouver entre otros lugares en los que gran parte de la primera película fue filmada.

La fotografía principal se programó para tomarse en Vancouver en junio de 2015. Sin embargo, más tarde se retrasó debido a que el guion aún no estaba terminado. Más tarde se confirmó que el rodaje comenzaría en febrero de 2016 en Vancouver, Canadá, mientras que el estudio de North Shore Studios fue reservado para la misma. En noviembre de 2015, Universal Studios anunció que ambas películas se rodarían al mismo tiempo con el rodaje programada para tomarse a principios de 2016. El rodaje también se realizó en París, Francia, bajo el título de trabajo, Further Adventures of Max and Banks 2 & 3. El rodaje inició para el 9 de febrero de 2016 y concluyó el 11 de abril del mismo año.

## Estreno
Cincuenta sombras más oscuras se estrenó el 9 de febrero de 2017 por Universal Pictures.

### Comercialización
El 15 de septiembre de 2016, Universal lanzó el primer tráiler oficial. El cual acumuló una cifra de 114 millones de visitas en sus primeras 24 horas a través de diversas plataformas digitales como Facebook, YouTube e Instagram. Recibió más de 2,5 millones de visitas en la página oficial de la película en Facebook. Más de 39,4 millones de vistas procedían de América del Norte, mientras que 74,6 millones de visitas proceden de más de 32 mercados internacionales, incluido el Reino Unido, México y Francia. Esto rompió el récord anterior que ostentaba Star Wars: Episodio VII - El despertar de la Fuerza cuando acumuló 112 millones de visitas en la misma cantidad de vez en octubre de 2015.

## Recepción

### Taquilla
En los Estados Unidos y Canadá, Fifty Shades Darker se estrenó junto a otras dos secuelas, The Lego Batman Movie y John Wick: Chapter 2, y se espera que gane $32-40 millones de dólares en su primer fin de semana. Recaudó $5.72 millones en funciones de preestreno la noche del jueves, en 3.120 salas, detrás de los $ 8.6 millones de su predecesora dos años antes, pero sigue siendo el sexto mejor preestreno del jueves para una película con clasificación R. La película ganó 21,5 millones de dólares el viernes, un 30% menos que el primer día de estreno de la primera película con 30 millones de dólares, pero encabezó la taquilla.
En todo el mundo la película se estrenó en 57 países y se espera que genere entre 115 y 155 millones de dólares en sus primeros tres días.

### Crítica
Al igual que su predecesor, Fifty Shades Darker recibió críticas por su guion, narrativa y la actuación de Dornan, pero con elogios para Johnson. En la reseña del sitio web de agregación Rotten Tomatoes, la película tiene una calificación de aprobación del 8%, basada en 112 revisiones, con una calificación promedio de 3,4 / 10. El consenso crítico del sitio dice: «Carente del suficiente calor químico o fricción narrativa para satisfacer, la blanda Fifty Shades Darker quiere ser excéntrica, pero solo sirve como su propia forma de castigo». En Metacritic, que asigna una calificación normalizada a las revisiones, la película tiene una puntuación de 33 de 100, basada en 34 críticas, lo que indica «revisiones generalmente desfavorables». Las audiencias encuestadas por CinemaScore dieron a la película una calificación promedio de «B +» en una escala A+ a F, una mejora sobre el «C+» ganado por su predecesor.

## Secuela
Su secuela (y última entrega de la franquicia) «Cincuenta sombras liberadas» terminó su filmación y tuvo su estreno en febrero de 2018, en el día de San Valentín.